# Liste des cantons du Loiret (1790-1801)

Localisation du département français du Loiret sur une carte de France.

La liste des cantons du Loiret (1790-1801) présente l'ensemble des cantons du département français du Loiret, leur district de rattachement et leur composition en communes, sous la Révolution française et le début du Consulat, pour la période allant de 1790 à 1801.

## Histoire
L'Assemblée adopte le principe du découpage du territoire du royaume en départements, districts et cantons avec les lois des 14 et 22 décembre 1789. La France est ainsi divisée en 83 départements par décret du 15 janvier 1790 et la liste des départements et des districts est précisée par décret du 16 février 1790. Le département du Loiret comprend alors 7 districts et 59 cantons.
Depuis la création du département en 1790, le découpage cantonal du Loiret a subi plusieurs changements notables. Le nombre de cantons est passé successivement de 59 en 1790 à 31 en 1801, 29 en 1806, 37 en 1973, 41 en 1982 et 21 en 2015.

## Liste des cantons et districts du Loiret en 1790
| District   | Nb cantons | Noms des cantons                                 | Communes |
| ---------- | ---------- | ------------------------------------------------ | --- |
| Neuville   | 7          | La Neuville-aux-Bois                             | Neuville-aux-Bois |
| Neuville   | 7          | Boisseaux-la-Marche (puis Erceville)             | Allainville-en-Beauce, Andonville, Autruy-sur-Juine, Boisseaux, Charmont-en-Beauce, Erceville, Faronville, Gironville, Léouville, Saint-Péravy-Épreux                                          |
| Neuville   | 7          | Bazoches                                         | Bazoches, Chatillon, Grigneville, Guignonville, Jouy, Outarville, Teillay-le-Gaudin |
| Neuville   | 7          | Chilleurs-aux-Bois                               | Attray, Chilleurs-aux-Bois, Courcy, Mareau-aux-Bois, Montigny, Santeau, Teillay-Saint-Benoît                                                                                                   |
| Neuville   | 7          | Loury (puis Rebréchien)                          | Bourgneuf-de-Loury, Loury, Marigny, Rebréchien, Traînou, Vennecy |
| Neuville   | 7          | Artenay                                          | Artenay, Bucy-le-Roi, Chevilly, Creuzy, Lion, Ruan |
| Neuville   | 7          | Achêres                                          | Achêres, Chaussy, Crottes-en-Pithiverais, Izy, Oison, Tivernon |
| Pithiviers | 6          | Pithiviers                                       | Pithiviers |
| Pithiviers | 6          | Sermaises                                        | Audeville, Engenville, Guigneville, Intville-la-Guétard, Montville, Morville, Pannecières, Rouvres, Sébouville, Sermaises                                                                      |
| Pithiviers | 6          | Malesherbes                                      | Malesherbes |
| Pithiviers | 6          | Puiseaux                                         | Puiseaux |
| Pithiviers | 6          | Boyne                                            | Boynes, Courcelles, Givraines, Souville, Yèvre-la-Ville, Yèvre-le-Patriote |
| Pithiviers | 6          | Vrigny-aux-Bois                                  | Ascoux, Bouilly-en-Gâtinais, Bouzonville-aux-Bois, Chambon-la-Forêt, Laas, Limiers, Vrigny |
| Boiscommun | 5          | Boiscommun                                       | Boiscommun, Chemault, Montbarrois, Montliard, Nibelle, Saint-Loup-des-Vignes, Saint-Sauveur, Saint-Michel                                                                                      |
| Boiscommun | 5          | Batilly                                          | Barville, Batilly, Égry, Gaubertin, Nancray |
| Boiscommun | 5          | Beaune                                           | Beaune |
| Boiscommun | 5          | Bellegarde                                       | Bellegarde |
| Boiscommun | 5          | Vitry-aux-Loges                                  | Bouzy, Chastenoy, Combreux, Ingrannes, Saint-Aignan-des-Gués, Seichebrières, Sully-la-Chapelle, Sury-aux-Bois, Vitry-aux-Loges                                                                 |
| Montargis  | 10         | Montargis                                        | Montargis |
| Montargis  | 10         | Corbeilles                                       | Chaplon, Corbeilles, Courtempierre, Gondreville, Mignères, Mignerette, Sceaux, Treilles |
| Montargis  | 10         | Ferrières                                        | Ferrières |
| Montargis  | 10         | La Selle-sur-le-Bied                             | Bazoches, La Chapelle-Sépulcre, Courtemault, Griselles, Louzouer (ou Louzoner), Mérinville, Pers, Rosoy-le-Vieil (ou Rozoi-le-Vieil), Saint-Loup-de-Gonois, La Selle-sur-le-Bied et Thorailles |
| Montargis  | 10         | Courtenay                                        | Courtenay |
| Montargis  | 10         | Château-Renard                                   | Châteaurenard |
| Montargis  | 10         | Châtillon-sur-Loing                              | |
| Montargis  | 10         | Nogen-sur-Vernisson                              | Changy, La Chapelle-sur-Averon, Montbouy, Montcresson, Nogen-sur-Vernisson, Ouruer-des-Champs, Pressigny, Saint-Hilaire-sur-Puiseaux, Sotterre, Varennes                                       |
| Montargis  | 10         | Lorris                                           | Lorris |
| Montargis  | 10         | Saint-Maurice-sur-Fessard                        | Chevillon, Ladon, Moulon, Saint-Maurice-sur-Fessard, Villemoutiers (ou Villemontiers), Villevoques                                                                                             |
| Gien       | 8          | Gien                                             | Gien |
| Gien       | 8          | Saint-Benoît                                     | Bonnée, Les Bordes, Bray, Ouzouer-sur-Loire, Saint-Benoît |
| Gien       | 8          | Ouzouer-sur-Trézée                               | Adon, Breteau, Briare, La Bussière, Ecrignelles, Feings, Ouzouer-sur-Trézée |
| Gien       | 8          | Bonny                                            | Batilly, Bonny, Champoulet, Dammemaire, Faverolles, Ousson |
| Gien       | 8          | Chatillon                                        | Chatillon |
| Gien       | 8          | Poilly                                           | Autry (Autry-le-Châtel), Autry-la-Ville, Poilly, Saint-Brisson et Saint-Martin |
| Gien       | 8          | Saint-Gondon puis Coulons                        | Cerdon, Coullons (ou Coulons), Saint-Gondon (ou Saint-Goudon), Lyon (ou Lion), Saint-Florent                                                                                                   |
| Gien       | 8          | Sully                                            | Sully |
| Orléans    | 16         | Orléans intra et extra muros pour quatre cantons | |
| Orléans    | 16         | Patay                                            | Patay |
| Orléans    | 16         | Gidy                                             | Cercottes, Gidy, Saran |
| Orléans    | 16         | Fleury                                           | Chanteau, Fleury, Semoy |
| Orléans    | 16         | Saint-Jean-de-Braye                              | Boigny-sur-Bionne, Chécy, Combleux, Saint-Jean-de-Braye |
| Orléans    | 16         | Saint-Denis-de-l'Hôtel                           | Bou, Donnery, Fay-aux-Loges, Mardié, Saint-Denis-de-l'Hôtel |
| Orléans    | 16         | Châteauneuf                                      | Châteauneuf, Germigny, Saint-Martin-Dabat |
| Orléans    | 16         | Tigy                                             | Férolles, La Queuvre, Neuvy-en-Sullias, Ouvrouer-les-Champs, Sigloy, Tigy, Vannes-sur-Cosson, Vienne-en-Val                                                                                    |
| Orléans    | 16         | Jargeau                                          | Darvoy, Jargeau, Sandillon |
| Orléans    | 16         | La Ferté-Senneterre                              | La Ferté-Saint-Aubin |
| Orléans    | 16         | Saint-Martin d'Olivet                            | Olivet |
| Orléans    | 16         | La Chapelle-Saint-Mesmin                         | Chaingy, La Chapelle-Saint-Mesmin, Saint-Jean-de-la-Ruelle |
| Orléans    | 16         | Ingré                                            | Bucy-Saint-Lephard, Ingré, Ormes |
| Beaugency  | 7          | Beaugency                                        | Beaugency |
| Beaugency  | 7          | Epiez                                            | Charsonville, Épieds, Gémigny, Saint-Sigismond, Villamblain |
| Beaugency  | 7          | Huisseau                                         | Baccon, Coulmiers, Huisseau, Rozières, Saint-Ay (ou Ay-sur-Loire) |
| Beaugency  | 7          | Cléri                                            | Cléri |
| Beaugency  | 7          | Lailli                                           | Ardon, Dri, Jouy-le-Potier, Lailli, Ligni, Monçay |
| Beaugency  | 7          | Bosle (Baule)                                    | Bosle, Cravant, Messas |
| Beaugency  | 7          | Meun (Meung-sur-Loire)                           | Meun |